# Joannes Maria Valenzano
Joannes Maria Valenzano (Asti, 1750 circa – Roma, 1830 circa) è stato un liutaio italiano, costruttore di violini, chitarre e strumenti a tastiera di vario genere.

## Biografia
Nel corso della sua carriera, Valenzano avrebbe lavorato in tre diversi paesi. Un resoconto sintetico dei suoi spostamenti traccerebbe le sue origini in Italia, seguite da sedici anni trascorsi in Spagna a partire dal 1797, due anni in Francia dal 1813 al 1815, un decennio a Trieste e infine a Roma nel 1825, dove morì intorno al 1830.

## Liuteria
Le tendenze nomadi di Valenzano e le sue ampie attività professionali lo hanno reso una figura difficile da definire per gli esperti. Lo stile del suo lavoro era vario quanto la sua storia personale. Dotato di maestria fuori dal comune, ha creato e fabbricato strumenti che sono si distinguono per le loro qualità sonore ancora oggi.